# Fétigny (Friburgo)
Fétigny (antiguamente en alemán Fetenach) es una comuna suiza del cantón de Friburgo, situada en el distrito de Broye. Limita al norte y este con la comuna de Payerne (VD), al sur con Trey (VD) y Valbroye (VD), al sureste con Ménières, y al oeste con Cugy.